# Woodworthia
Woodworthia is een geslacht van hagedissen die behoren tot de gekko's en de familie Diplodactylidae.

## Naam en indeling
De wetenschappelijke naam van de groep werd voor het eerst voorgesteld door Samuel Garman in 1901. Er zijn drie soorten, de hagedissen werden eerder aan andere geslachten toegekend, zoals Pentadactylus, Aelurosaurus, Naultinus, Hoplodactylus, Dactylocnemis en Gehyra.
De geslachtsnaam Woodworthia is een eerbetoon aan W. McM. Woodworth (1864 – 1912).

## Verspreiding en habitat
Alle soorten leven endemisch in Nieuw-Zeeland en komen hier voor op zowel Noorder- als Zuidereiland en tevens verschillende omringende eilanden. De habitat bestaat uit gematigde scrublands, bossen en graslanden en daarnaast in rotsige omgevingen.

## Beschermingsstatus
Door de internationale natuurbeschermingsorganisatie IUCN is aan alle soorten een beschermingsstatus toegewezen. Een soort wordt beschouwd als 'veilig' (Least Concern of LC), een soort als 'gevoelig' (Near Threatened of NT) en een soort als 'bedreigd' (Endangered of EN).

## Soorten
Het geslacht omvat de volgende soorten, met de auteur, het verspreidingsgebied en de beschermingstatus.
| Naam                       | Auteur     | Verspreidingsgebied                                                              |
| -------------------------- | ---------- | -------------------------------------------------------------------------------- |
| Woodworthia brunnea        | Cope, 1869 | Nieuw-Zeeland (Zuidereiland)                                                     |
| Woodworthia chrysosiretica | Robb, 1980 | Nieuw-Zeeland (Mana Island, Kapiti Island, Taranaki, Noordereiland)              |
| Woodworthia maculata       | Gray, 1845 | Nieuw-Zeeland (Noordereiland, Zuidereiland en verschillende omringende eilanden) |